# Dirk Raudies

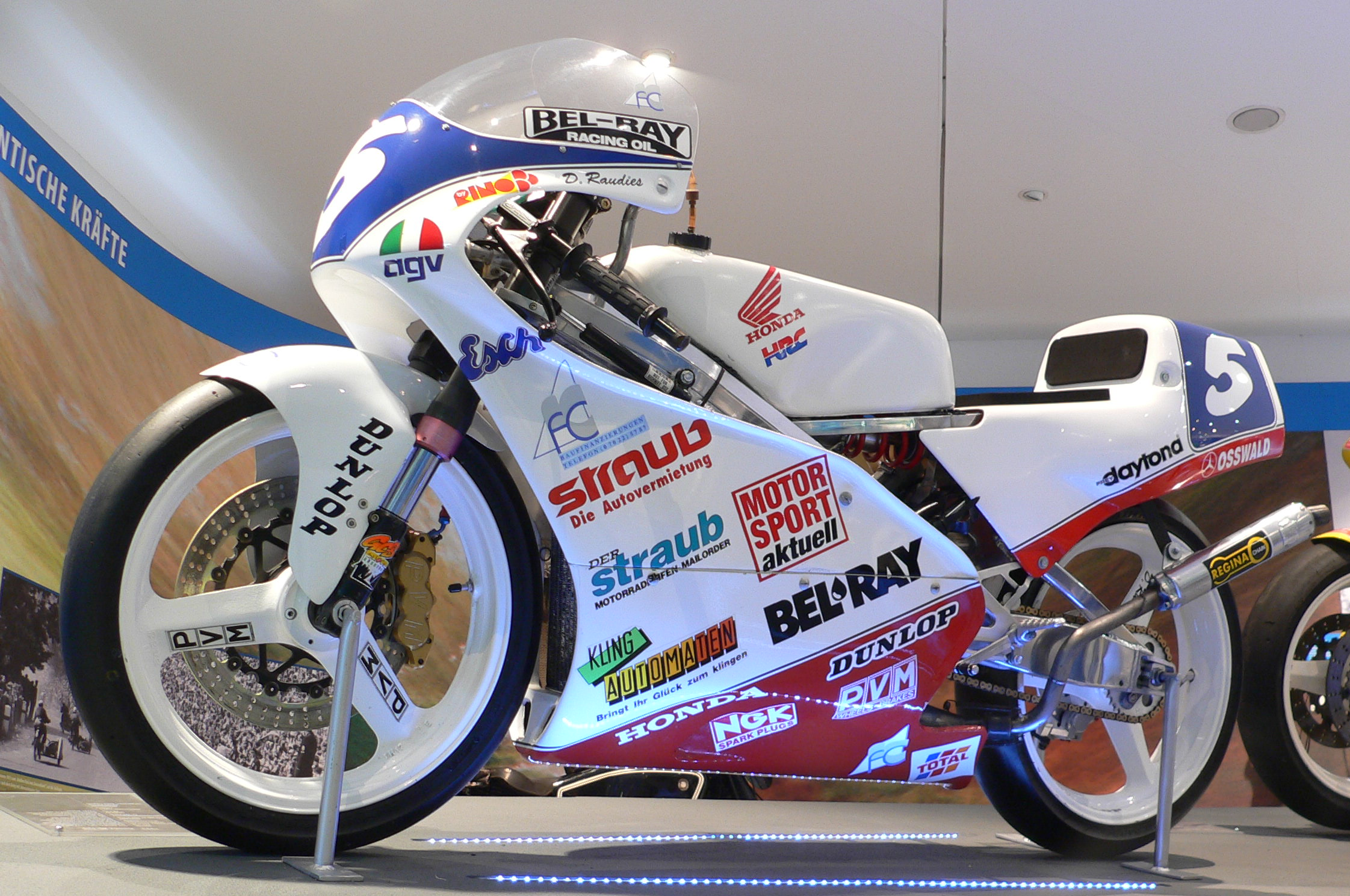
Honda „RS 125 R“ im Zweirad-Museum Neckarsulm auf der Dirk Raudies 1993 gewann.

Dirk Raudies (* 17. Juni 1964 in Rindenmoos bei Biberach an der Riß) ist ein ehemaliger deutscher Motorradrennfahrer.

## Karriere und Leben
Raudies erlernte zunächst den Beruf des Maschinenschlossers.
Raudies betrieb den Motorradsport erst als Spaß. Seine Karriere als Rennfahrer begann er im Jahre 1986, als er sein erstes Rennen in der Nachwuchs-Serie des Yamaha-Cups absolvierte, den ersten Sieg feierte er im gleichen Jahr auf dem Nürburgring. Im Folgejahr belegte er den dritten Platz im Yamaha-Cup. 1988 schloss sich ein 13. Platz bei der Motorrad-Europameisterschaft an. In der Deutschen Meisterschaft fuhr er auf den siebten Rang.
Es folgte 1989 der Einstieg in die Motorrad-Weltmeisterschaft. Dort sammelte Dirk Raudies 29 Punkte und belegte in der Endabrechnung den 15. Platz. In der Europameisterschaft desselben Jahres gelang ihm mit dem dritten Platz hinter Gabriele Debbia und Alessandro Gramigni der Sprung aufs Siegertreppchen. 1990 wurde der Biberacher erstmals Deutscher Meister. Mit 113 Punkten rangierte er in der WM-Wertung auf Position fünf. Zur Folgesaison, in der er bei der WM achtplatziert war, wurde er Profi. 1992 feierte Raudies in Brasilien seinen ersten Grand-Prix-Sieg. In der WM-Wertung reichte es zum sechsten Platz.
Sein größter Erfolg war der Gewinn der Weltmeisterschaft in der 125-cm³-Klasse in der Saison 1993 auf Honda. Dirk Raudies startete im Team Europa Raudies, gewann neun der 14 ausgetragenen Rennen und hatte in der Endabrechnung 14 Zähler Vorsprung auf seinen nächsten Verfolger, den Japaner Kazuto Sakata. 1994 gelang es Raudies trotz dreier Siege nicht, seinen Titel zu verteidigen. Am Ende der Saison 1997 beendete er seine WM-Karriere, in der ihm 14-Grand-Prix-Siege gelangen.
Von 2004 bis 2008, und seit 2015 wieder, kommentierte Raudies bei Eurosport zusammen mit Ron Ringguth und Lenz Leberkern die Rennen der Motorrad-Weltmeisterschaft. Seit 2009 kommentiert er mit Leberkern die Rennen der Superbike- und Supersport-Weltmeisterschaft auf Eurosport und Eurosport2.
Während seiner Karriere wog der 1,62 Meter große Raudies zwischen 48 und 53 Kilogramm.
Raudies ist mit der zwei Jahre jüngeren Architektin Birgit verheiratet und Vater eines Sohnes sowie zweier Töchter.

## Statistik

### Erfolge
- 1990 – Deutscher 125-cm³-Meister auf Honda
- 1993 – Spanischer 125-cm³-Meister auf Honda
- 1993 – 125-cm³-Weltmeister auf Honda
- 14 Grand-Prix-Siege

### Ehrungen
- ADAC Motorsportler des Jahres: 1993

### In der Motorrad-Weltmeisterschaft
| Saison | Klasse  | Motorrad | Rennen | Siege | Podien | Poles | Punkte | Ergebnis    |
| ------ | ------- | -------- | ------ | ----- | ------ | ----- | ------ | ----------- |
| 1989   | 125 cm³ | Honda    | 7      | –     | –      | –     | 29     | 15.         |
| 1990   | 125 cm³ | Honda    | 14     | –     | 2      | –     | 113    | 5.          |
| 1991   | 125 cm³ | Honda    | 13     | –     | –      | –     | 81     | 8.          |
| 1992   | 125 cm³ | Honda    | 12     | 1     | 2      | –     | 91     | 6.          |
| 1993   | 125 cm³ | Honda    | 14     | 9     | 11     | 6     | 280    | Weltmeister |
| 1994   | 125 cm³ | Honda    | 14     | 3     | 3      | 1     | 162    | 4.          |
| 1995   | 125 cm³ | Honda    | 13     | 1     | 4      | 1     | 124,5  | 5.          |
| 1996   | 125 cm³ | Honda    | 15     | –     | 1      | –     | 81     | 13.         |
| 1997   | 125 cm³ | Honda    | 15     | –     | –      | –     | 8      | 25.         |
| Gesamt | Gesamt  | Gesamt   | 117    | 14    | 23     | 8     | 969,5  |             |

## Trivia
In Rißegg wurde der Dirk-Raudies-Weg nach ihm benannt.